# Cmentarz wojenny nr 330 – Podłęże
Cmentarz wojenny nr 330 – Podłęże – austriacki cmentarz wojenny z okresu I wojny światowej wybudowany przez Oddział Grobów Wojennych C. i K. Komendantury Wojskowej w Krakowie na terenie jego okręgu IX Bochnia.
Znajduje się na zachód od stacji kolejowej w Podłężu w gminie Niepołomice województwa małopolskiego.
Niewielka nekropolia ma powierzchnię ok. 0,4 ara i zbudowana została na planie prostokąta. Zachowała się w prawie nienaruszonym stanie. Jest ogrodzona słupkami połączonymi łańcuchem. Pomnikiem centralnym jest wysoki, betonowy, stojący na postumencie krzyż. Pod nim umieszczono niewielki, żeliwny krzyż z wieńcem laurowym i datą 1914. Po bokach znajdują się cztery metalowe krzyże.
Pochowano na nim 1 żołnierza armii austriackiej oraz 3 żołnierzy armii rosyjskiej.
Projektował cmentarz Franz Stark.